# Hotel Bristol (Santiago de Chile)
El Hotel Bristol es un antiguo hotel ubicado en la Avenida Balmaceda, cerca de la Estación Mapocho, en el centro de la ciudad de Santiago, Chile. construido como vivienda en 1915 por el arquitecto José Forteza, posteriormente albergó al Hotel Bristol hasta que este cerró en 1987, siendo adquirido en 1991 por el municipio de Santiago, que instaló en la edificación diversas dependencias. Fue declarado Monumento Nacional de Chile, en la categoría de Monumento Histórico, mediante el Decreto nº 603, del 20 de marzo de 2007.

## Historia

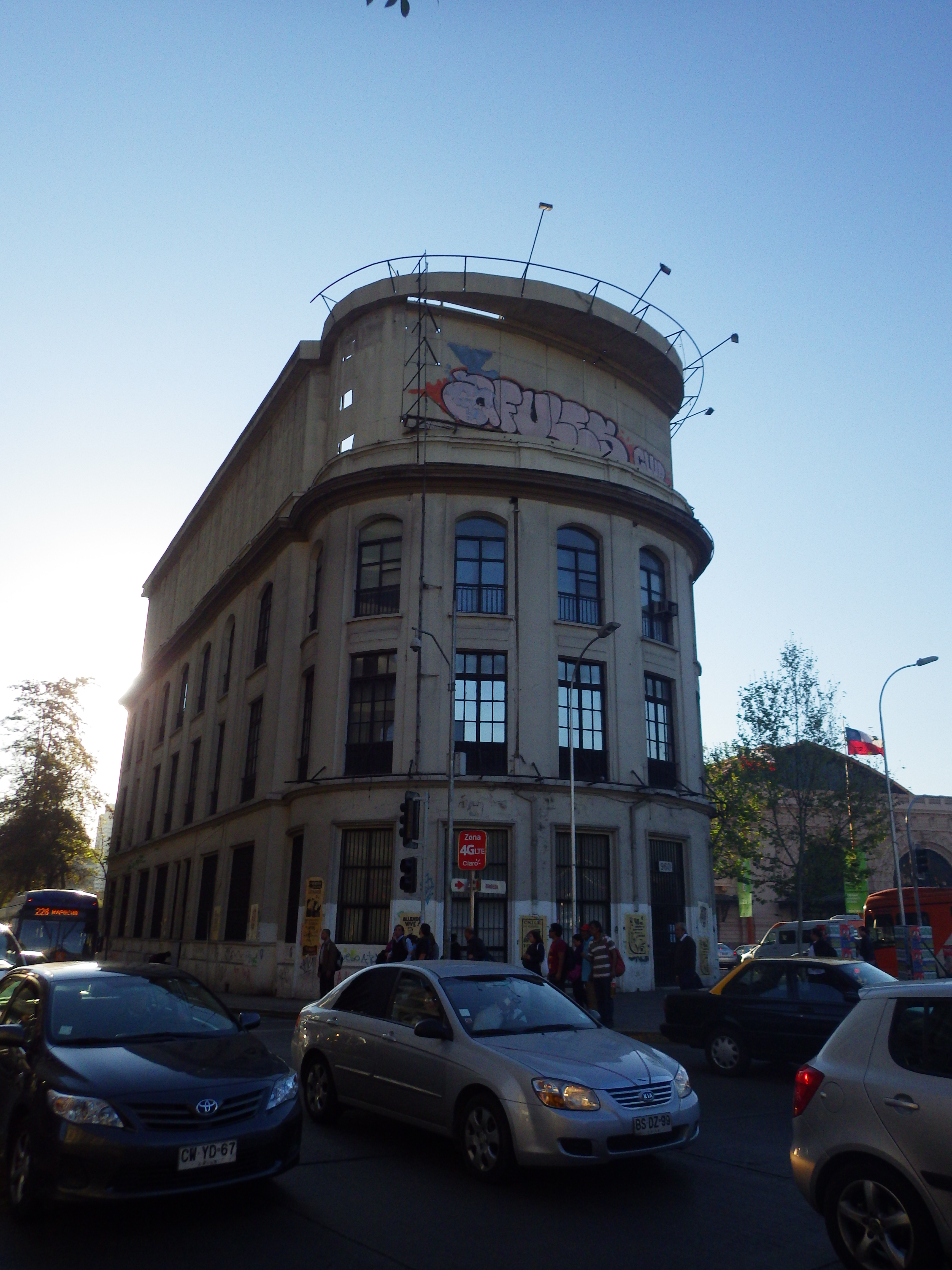
Vista del edificio desde calle General Mackenna.

Fue diseñado y construido por el arquitecto español José Forteza como vivienda para Humberto Quennette, e inaugurado en 1915. Comenzó su construcción al mismo tiempo que la adyacente Estación Mapocho. En el año 1934 fue adquirido por León Durandin, y ya para el año 1944 funcionaba en sus dependencias el Hotel Bristol. Este hotel era el más próximo a la Estación Mapocho, cuando esta estación era terminal ferroviario hacia Valparaíso y hacia el norte del país, siendo la puerta principal de la ciudad. También funcionaba como referencia para las líneas de tranvías que estacionaban al frente de la estación.
El hotel, que tenía 50 habitaciones, comenzó su decadencia con la construcción del Aeropuerto de Cerrillos, comenzando a bajar su demanda y debiendo subsistir con turistas nacionales, hasta finalmente cerrar en 1987.
En el año 1991 fue adquirido por la Municipalidad de Santiago, pasando a acoger algunas dependencias municipales. Desde entonces varios proyectos surgieron para recuperar el edificio, como instalar un centro juvenil o un centro cultural, pero ninguno de ellos prosperó.

## Descripción
El edificio forma parte del entorno de la Estación Mapocho, con un volumen elíptico emplazado en un volumen triangular en la intersección de Avenida Balmaceda con General Mackenna. Presenta tres niveles, con ventanas agrupadas de a dos, sólo interrumpidas por el acceso principal.